# Ruben Lagus
Pour les articles homonymes, voir Lagus.
Ernst Ruben Lagus, ne le 12 octobre 1896 à Hämeenkoski et mort le 15 juillet 1959, est un militaire finlandais.
Volontaire dans le 27e bataillon de jägers, il participe à la guerre d'Hiver. Pendant la guerre de Continuation, il commande notamment la 1re division blindée finlandaise.
Il a reçu la Croix de Mannerheim.